# Zabolotiv

Zabolotivs vapen.

Zabolotiv (ukrainska Заболотів, polska Zabłotów) är ett stadsliknande samhälle i Ivano-Frankivsk oblast i västra Ukraina. Zabolotiv, som för första gången nämns i ett dokument från år 1455, hade 4 067 invånare år 2011.